# Espada ardiente

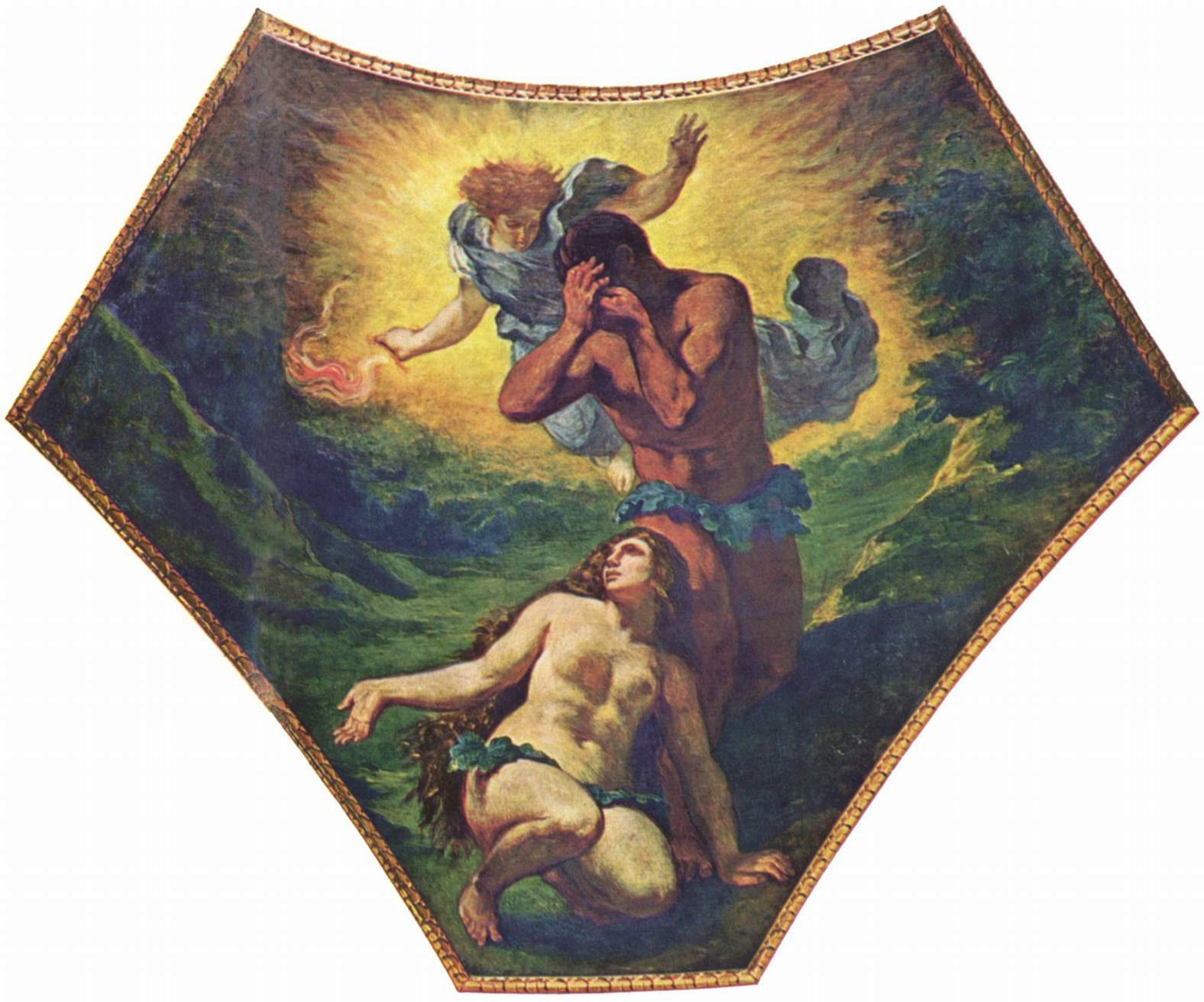
Representación de la expulsión de Adán y Eva; Palacio Borbón, mural de la cúpula de la Teología.

La espada ardiente es un objeto mítico y/o simbólico mencionado por primera vez en la Biblia en el libro del Génesis.
El Génesis cuenta que tras haber sido expulsados Adán y Eva del Edén, luego de haber probado el fruto del árbol del conocimiento del bien y el mal, Dios puso querubines al oriente en el jardín del Edén para custodiar dicho lugar, y les dejó una "espada ardiente" que se revolvía para impedir que el hombre accediera y también comiera el fruto del árbol de la vida, el cual proporciona inmortalidad; evitando así que ellos y sus descendientes comieran del árbol de la Vida y vivieran eternamente.

Luego de expulsarlo, puso al oriente del jardín del Edén a los *querubines, y una espada ardiente que se movía por todos lados, para custodiar el camino que lleva al árbol de la vida.
Génesis 3:24